# فولکه جانسون
فولکه جانسون (انگلیسی: Folke Johnson; ۱۵ ژوئن ۱۸۸۷ – ۲۰ فوریهٔ ۱۹۶۲) قایقران، و قایقران قایق بادبانی اهل سوئد بود.